# Monique Midy
Pour les articles homonymes, voir Midy.
Monique Midy, née le 27 juin 1930 dans le 8e arrondissement de Paris et morte le 15 décembre 2016 à Colombes, est une femme politique française.

## Détail des fonctions et des mandats
Mandat parlementaire
- 24 juillet 1981 - 1er octobre 1986 : Sénatrice des Hauts-de-Seine, à la suite de l'entrée d'Anicet le Pors dans le gouvernement Mauroy II.

Mandat local
- 1977 - 1992 : Adjointe au maire de Colombes